# Велко Пецанов
Велко (Велю) Пецанов или Пецан е български революционер, деец на Вътрешната македоно-одринска революционна организация.

## Биография
Пецанов е роден в Крушево, в Османската империя, днес Северна Македония. През Илинденско-Преображенското въстание е в четата на Марко Христов и е ранен в сражението при местността Кале до Крушево. В 1904 година Пецанов е избран за член на околийския комитет на ВМОРО в Крушево.
През 1926 година е избран за съветник на Крушевското благотворително братство.
Умира в София.